# 石堂院石刻題記及摩崖造像
石堂院石刻題記及摩崖造像位於四川省綿陽市遊仙區，文物遺址年代判定為唐至清。2012年7月16日公佈為第八批四川省文物保護單位。
石堂院石刻題記及摩崖造像位於四川省綿陽市游仙區魏城鎮秀山村，現存10龕，石堂院的石刻題記從唐中和四年、北宋太平興國六年、南宋紹熙、紹定到清光緒十八年，時間跨度達千年以上，現存較珍貴的石刻題記9處。有遊記、詩歌、政府文告、賑災記等多種內容。其中《崔文公魏城縣靈泉記》、《高涼泉記》等石刻書法精美，行文流暢，文筆優美，是不可多得的珍貴文化遺產。1985年，綿陽市人民政府公佈為市級文物保護單位。